# Team Envy
Team Envy (anciennement Team EnVyUs) est une équipe américaine de sport électronique créée le 19 novembre 2007 et basée à Dallas.

## Histoire
En août 2020, le rappeur Post Malone devient copropriétaire de Envy.

## Divisions actuelles

### Rocket League
Team EnVyUs fait son entrée sur la scène Rocket League en juin 2017, en recrutant les joueurs de l'équipe Northern Gaming, qui avait remporté la saison 3 des RLCS. La structure se sépare de l'équipe en juillet 2018, avant le début de la saison 6 des RLCS.
Envy fait son retour sur le jeu en recrutant l'équipe nord-américaine Vanguard en avril 2020. Deux mois plus tard, Braxton « Allushin » Lagarec est remplacé par le quadruple champion du monde Pierre « Turbopolsa » Silfver.
| \| Nat. \| Pseudo \| Nom \| Date d'entrée \| \| ---- \| ---------- \| -------------- \| -------------- \| \| \| dreaz \| Andres Jordan \| 2 janvier 2022 \| \| \| mist \| Nick Costello \| 25 avril 2020 \| \| \| Turbopolsa \| Pierre Silfver \| 25 juin 2020 \| |            |                |                |
| Nat. | Pseudo     | Nom            | Date d'entrée  |
| | dreaz      | Andres Jordan  | 2 janvier 2022 |
| | mist       | Nick Costello  | 25 avril 2020  |
| | Turbopolsa | Pierre Silfver | 25 juin 2020   |

### Super Smash Bros.
En juin 2019, Envy recrute le joueur de Super Smash Bros. Melee Justin « Wizzrobe » Hallett.

## Anciennes divisions

### PlayerUnknown's Battlegrounds
Team EnVyUs fait son entrée sur la scène PUBG en octobre 2017 en recrutant les joueurs de l'équipe Highground. L'organisation se sépare de son roster en janvier 2020.

### StarCraft 2
En février 2015, le joueur zerg coréen Kim « viOLet » Dong Hwan rejoint EnVyUs. Il prend sa retraite de joueur en mai 2017 pour devenir l'entraineur de l'équipe League of Legends de la structure.

### Counter-Strike: Global Offensive
Team EnVyUs recrute sa première équipe sur Counter-Strike en février 2015, par l'acquisition des joueurs de la Team LDLC. En juillet, Richard « shox » Papillon et Edouard « SmithZz » Dubourdeaux sont remplacés par Kenny « kennyS » Schrub et Dan « apEX » Madesclaire. Le 1er novembre 2015, l'équipe remporte le dernier major de l'année, la DreamHack Cluj-Napoca, en battant Natus Vincere en finale.
Après de nombreux changements et des résultats décevants, la structure décide en juin 2018 de se séparer de son équipe française. Elle fait son retour sur le jeu trois mois plus tard avec l'acquisition des joueurs d'ex-Splyce.
En janvier 2021, Team Envy décide finalement de se retirer de la scène Counter-Strike.